# Slaterocoris getzendaneri
Slaterocoris getzendaneri är en insektsart som beskrevs av Knight 1970. Slaterocoris getzendaneri ingår i släktet Slaterocoris och familjen ängsskinnbaggar. Inga underarter finns listade i Catalogue of Life.